# Exochus fletcheri
Exochus fletcheri là một loài tò vò trong họ Ichneumonidae.